# Macrocneme verdivittata
Macrocneme verdivittata är en fjärilsart som beskrevs av Klages 1906. Macrocneme verdivittata ingår i släktet Macrocneme och familjen björnspinnare. Inga underarter finns listade i Catalogue of Life.